# Légirobotok (Transformers)

A légirobotok

A Légirobotok a Transformers univerzum autobot alcsoportja.

## Történetük
A Légirobotok a Földön látták meg a napvilágot. Optimusz fővezér keltette őket életre a Teremtő Mátrix segítségével. Első feladatuk a Hoover-gát elleni álca támadás meghiúsítása volt. Itt súlyos kudarcot vallottak, ezért Optimusz töröltette a programjukat és Kerék újraprogramozta őket. Egy harc során az emberek fogságába estek. Segítettek az Áramkörszaggatónak két álca elpusztításában, akik a New York-i Szabadság-szobrot rongálták meg. Hálából az emberek szabadon engedték őket.

## Képességeik
A Légirobotok minden tagja mestere a repülésnek. Összekapcsolódva a Superion nevű óriásrobotot alkotják.

## Tagjaik
- Ezüstnyíl - a légirobotok parancsnoka - Concorde utasszállító
- Merülő
- Támadó - F–15 Eagle vadászrepülőgép
- Röppentyű - F–4 Phantom II vadászrepülőgép
- Parittya